# هلنسبورگ، نیو ساوت ولز
هلنسبورگ (به انگلیسی: Helensburgh) یک شهرک در استرالیا است که در نیو ساوت ولز واقع شده‌است.